# X-Фактор (сезон 8)
Шоу X-Фактор («Ікс-Фактор») — вокальне шоу на телеканалі «СТБ». Прем'єра восьмого сезону відбулася 2 вересня 2017. У минулому сезоні троє з чотирьох суддів були замінені. До нового складу увійшли співак Олег Винник, ексучасниця групи Потап і Настя — Настя Каменських, а також Дмитро Шуров, більш відомий під псевдонімом "Ріаnобой".
Телевізійні кастинги відбулися у таких містах, як Харків, Одеса, Дніпро, Маріуполь, Львів та Київ.

## Кастинг

### Прослуховування. Тренувальні табори
Всього за підсумками прослуховувань 180 осіб отримали 3 або 4 "так" від суддів та право участі в наступному раунді. Проте для тренувального табору судді відібрали всього лише 100 учасників. Після приїзду в тренувальний табір, учасників розділили на групи по 3 людини. Кожен з них отримав завдання, а саме: вибрати пісню та підготуватись до виступу за декілька годин.
Після перших виступів рівно половина учасників покинула проект, внаслідок чого в раунд сольних прослуховувань, було допущено лише 50 конкурсантів. У цьому турі з них вимагалося підготувати сольний виступ, вибравши одну із запропонованих пісень. Перед прослуховуваннями кожної категорії конкурсантів, їм було призначено певного наставника, який вирішував, хто проходить далі, а хто ж покидає шоу.
З тренувального табору до етапу прослуховувань пройшли 24 учасники, по 6 у кожній з 4 категорій.

### Візити до суддів
За підсумками тренувального табору в наступний етап було відібрано 25 учасників, які були розподілені за такими категоріями:
| Олег Винник 30+     | Настя Каменських Дівчата | Дмитро Шуров Хлопці      | Андрій Данилко Групи    |
| ------------------- | ------------------------ | ------------------------ | ----------------------- |
| Олена Романовська   | Вета Козакова            | Іван Варава              | «Підборами по бруківці» |
| Микола Ильин        | Ксенія Попова            | Михайло Панчишин         | «Yurcash»               |
| Тетяна Александрова | Дар'я Ступак             | Диедонне Нгелека Касонго | «KAZKA»                 |
| Андрій Колосов      | Ганна Трубецька          | Женя Варенич             | «Dominatos»             |
| Олена Зуєва         | Анна Корсун              | Данило Богданенко        | «#таксавпала»           |
| Денис Мельник       | Марина Круть             | Володимир Єлізаров       | Нумер «482»             |
|                     |                          | Остап Скороход           |                         |

Троє з чотирьох наставників, запросили своїх знайомих для допомоги у виборі команди. Олег Винник запросив продюсера Михайла Ясинського. Настя Каменських попросила допомоги у відомого кліпмейкера Алана Бадоєва, а Дмитро Шуров запросив до себе в помічники керівника радіостанції ХІТ-FM Віталія Дроздова.

#### Олег Винник
| Порядок | Учасник             | Пісня                    | Оригінал             | Результат |
| ------- | ------------------- | ------------------------ | -------------------- | --------- |
| 1       | Андрій Колосов      | «Start A Fire»           | John Legend          | Вибув     |
| 2       | Микола Ільїн        | «Помолимся за родителей» | Сосо Павліашвілі     | Минув     |
| 3       | Тетяна Александрова | «Love Hurts»             | Nazareth             | Вибув     |
| 4       | Олена Романовська   | «Besame Mucho»           | Andrea Bocelli       | Минув     |
| 5       | Денис Мельник       | «Варто чи ні?»           | Олександр Пономарьов | Вибув     |
| 6       | Олена Зуєва         | «Посвята жінці»          | Тамара Гвердцителі   | Минув     |

#### Андрій Данилко
| Порядок | Учасник                 | Пісня                                                            | Оригінал      | Результат |
| ------- | ----------------------- | ---------------------------------------------------------------- | ------------- | --------- |
| 1       | «Підборами по бруківці» | «Я хочу танцювати» [Архівовано 30 січня 2021 у Wayback Machine.] | Макс Барських | Минув     |
| 2       | «Так збіглося»          | «I'm Not The Only One»                                           | Sam Smith     | Вибув     |
| 3       | Нумер «482»             | «Важлива»                                                        | Нумер 482     | Вибув     |
| 4       | «Dominatos»             | «It's My Life»                                                   | Bon Jovi      | Вибув     |
| 5       | «Yurcash»               | «Стеляться тумані»                                               | Yurcash       | Минув     |
| 6       | «KAZKA»                 | «Love Runs Out»                                                  | OneRepublic   | Минув     |

#### Настя Каменських
| Порядок | Учасник         | Пісня                   | Оригінал        | Результат |
| ------- | --------------- | ----------------------- | --------------- | --------- |
| 1       | Анна Корсун     | «Хуторянка»             | Софія Ротару    | Вибула    |
| 2       | Марина Круть    | «Така, як ти»           | Океан Ельзи     | Вибула    |
| 3       | Дар'я Ступак    | «Поліна»                | Бумбокс         | Пройшла   |
| 4       | Ксенія Попова   | «Посміхайся»            | IOWA            | Невідомо  |
| 5       | Ганна Трубецька | «Прірва»                | The Hardkiss    | Пройшла   |
| 6       | Вета Козакова   | «Самба білого метелика» | Валерій Меладзе | Невідомо  |

#### Дмитро Шуров
| Порядок | Учасник                  | Пісня                 | Оригінал         | Результат |
| ------- | ------------------------ | --------------------- | ---------------- | --------- |
| 1       | Євген Варенич            | «Люди Як Кораблі»     | Скрябін          | Вибув     |
| 2       | Іван Варава              | «What Is Love»        | Haddaway         | Минув     |
| 3       | Михайло Панчишин         | «Будь, ласка, слабші» | Олексій Воробйов | Минув     |
| 4       | Данило Богданенко        | «Київ вдень і вночі»  | O. Torvald       | Вибув     |
| 5       | Диедонне Нгелека Касонго | «Сам собі країна»     | Скрябін          | Вибув     |
| 6       | Володимир Єлізаров       | Імпровізація          | Імпровізація     | Вибув     |
| 7       | Остап Скороход           | «На небі»             | Океан Ельзи      | Минув     |

## Учасники
"'Колірний ключ"':
     — Переможець
     — Суперфіналіст
     — Фіналіст
     — Учасник вибув тільки за результатами голосування телеглядачів
     — Учасник вибув з голосування суддів і телеглядачів

| Категорія (наставник) | Учасники                 | Учасники                        | Учасники                  |
| --------------------- | ------------------------ | ------------------------------- | ------------------------- |
| 30+ (Винник)          | Олена Зуєва 4            | Микола Ільїн 6 місце            | Олена Романовська 9 місце |
| Дівчата (Каменських)  | Дарія Ступак 3 місце     | Ганна Трубецька 8 місце         | Ксенія Попова 12 місце    |
| Хлопці (Шуров)        | Михайло Панчишин 1 місце | Іван Варава 10 місце            | Остап Скороход 11 місце   |
| Групи (Данилко)       | «Yurcash» 2 місце        | «Підборами по бруківці» 5 місце | «KAZKA» 7 місце           |

- 1 місце — (переможець) — "Михайло Панчишин", Львів, 19 років (Дмитро Шуров)
- 2 місце — (суперфіналіст) — "«Yurcash»", Київ (Андрій Данилко)
- 3 місце — (фіналіст) — "Дар'я Ступак", Київ, 22 роки (Настя Каменських)
- 4 місце — (півфіналіст) — "Олена Зуєва", Лиман, 32 роки (Олег Винник)
- 5 місце — (півфіналіст) — "Підборами по бруківці", Київ (Андрій Данилко)
- 6 місце — "Микола Ільїн", Мелітополь, 32 роки (Олег Винник)
- 7 місце — "«KAZKA»[3]", Харків/Київ (Андрій Данилко)
- 8 місце — "Анна Трубецька", Могильов, 18 років (Настя Каменських)
- 9 місце — "Альона Романовська", Харків, 52 роки (Олег Винник)
- 10 місце — "Іван Варава", Хмельницький, 20 років (Дмитро Шуров)
- 11 місце — "Остап Скороход", Астана, 22 роки (Дмитро Шуров)
- 12 місце — "Ксенія Попова", Кривий Ріг, 21 рік (Настя Каменських)

## Прямі ефіри

### Перший прямий ефір (11 листопада)
- Тема ефіру: Радіо-хіти
- Спільна пісня: "На Вершині"
- Запрошений гість:  Настя Каменських — «#этомояночь»,  LP — «Lost on You», «Other People», «When we're High»

|                         | Порядок | Пісня                                      | Оригінал        | Результат  |
| ----------------------- | ------- | ------------------------------------------ | --------------- | ---------- |
| Олена Зуєва             | 1       | "Здатися ти завжди встигнеш"               | Тіна Кароль     | Врятована  |
| Іван Варава             | 2       | "You're Beautiful"                         | James Blunt     | Врятований |
| «Підборами по бруківці» | 3       | "Тумани"                                   | Макс Барських   | Врятовані  |
| Ксенія Попова           | 4       | "Stop"                                     | Sam Brown       | Номінація  |
| Микола Ільїн            | 5       | "Красень"                                  | Валерій Сюткін  | Врятований |
| Ганна Трубецька         | 6       | "Шаленій"                                  | Гайтана         | Врятована  |
| Михайло Панчишин        | 7       | "Сьюзі"                                    | Океан Ельзи     | Врятований |
| «KAZKA»                 | 8       | "Lost on You"                              | LP              | Врятовані  |
| Олена Романовська       | 9       | "Я"                                        | Лоліта          | Врятована  |
| Остап Скороход          | 10      | "Supreme"                                  | Robbie Williams | Номінація  |
| Дарія Ступак            | 11      | "Перечекати"                               | Тіна Кароль     | Врятована  |
| «Yurcash»               | 12      | "The Final Countdown" ("Фінальний відлік") | Europe          | Врятовані  |
| Пісня за життя          |         |                                            |                 |            |
| Остап Скороход          | 1       | "Demons"                                   | Imagine Dragons | Врятований |
| Ксенія Попова           | 2       | "Stay With Me"                             | Sam Smith       | Вибула     |

### Другий прямий ефір (18 листопада)
- Тема ефіру: Пісні з мюзиклів
- Спільна пісня: "Бугі-вугі кожен день"
- Запрошений гість: Відсутній

|                         | Порядок        | Пісня                               | Оригінал                     | Результат      |            |
| ----------------------- | -------------- | ----------------------------------- | ---------------------------- | -------------- | ---------- |
| «KAZKA»                 | 1              | "Dancing Queen"                     | ABBA                         | Врятовані      |            |
| Остап Скороход          | 2              | "City of Stars"                     | Ryan Gosling                 | Номінація      |            |
| Олена Романовська       | 3              | "Padam, Padam"                      | Edith Piaf                   | Номінація      |            |
| Михайло Панчишин        | 4              | "We Will Rock You"                  | Queen                        | Врятований     |            |
| Микола Ільїн            | 5              | "Пора кафедральних соборів"         | Мюзикл "Notre dame de Paris" | Врятований     |            |
| Ганна Трубецька         | 6              | "Welcome To Burlesque"              | Cher                         | Врятована      |            |
| «Yurcash»               | 7              | "Горілка"                           | Вєрка Сердючка               | Врятовані      |            |
| Дарія Ступак            | 8              | "Who Wants To Live Forever"         | Queen                        | Врятована      |            |
| Іван Варава             | 9              | "Can You Feel The Love Tonight"     | Elton John                   | Врятований     |            |
| Олена Зуєва             | 10             | "Я тебе ніколи не забуду"           | Юнона і Авось                | Врятована      |            |
| «Підборами по бруківці» | 11             | "Нехай все буде так, як ти захочеш" | Чайф                         | Врятовані      |            |
| Пісня за життя          | Пісня за життя | Пісня за життя                      | Пісня за життя               | Пісня за життя | Телепортал |
| Олена Романовська       | 1              | "Я буду завжди з тобою"             | Наргіз                       | Врятована      | (81%)      |
| Остап Скороход          | 2              | "Тільки сьогодні"                   | Остап Скороход               | Вибув          | (19%)      |

### Третій прямий ефір (25 листопада)
- Тема ефіру: Вечір української музики
- Спільна пісня: Відсутня
- Запрошений гість:  Без обмежень — «Тону», «Най».

|                         | Порядок        | Пісня                  | Оригінал        | Результат      |            |
| ----------------------- | -------------- | ---------------------- | --------------- | -------------- | ---------- |
| Ганна Трубецька         | 1              | "Козачка"              | Раїса Кириченко | Номінація      |            |
| «Підборами по бруківці» | 2              | "Пробач"               | Сергій Бабкін   | Врятовані      |            |
| Іван Варава             | 3              | "Запити мене у сни"    | Назарій Яремчук | Номінація      |            |
| «KAZKA»                 | 4              | "Журавлі"              | The Hardkiss    | Врятовані      |            |
| Олена Зуєва             | 5              | "Шлях додому"          | Jamala          | Врятована      |            |
| «Yurcash»               | 6              | "Могила"               | Тарас Шевченко  | Врятовані      |            |
| Микола Ільїн            | 7              | "Ця жінка"             | Сергій Любавін  | Врятований     |            |
| Дарія Ступак            | 8              | "Я піду в далекі гори" | Квітка Цісик    | Врятована      |            |
| Олена Романовська       | 9              | "Свіча"                | Оксана Білозір  | Врятована      |            |
| Михайло Панчишин        | 10             | "Вона"                 | Плач Єремії     | Врятований     |            |
| Пісня за життя          | Пісня за життя | Пісня за життя         | Пісня за життя  | Пісня за життя | Телепортал |
| Іван Варава             | 1              | "Люди"                 | Бумбокс         | Вибув          | 43%        |
| Ганна Трубецька         | 2              | "Шлях"                 | Ольга Кормухіна | Врятована      | 57%        |

### Четвертий прямий ефір (2 грудня)
- Тема ефіру: Оркестровий вечір
- Спільна пісня: Відсутня
- Запрошений гість:  Pianoбой — «Полуничне небо»

|                         | Порядок        | Пісня                                | Оригінал         | Результат      |            |
| ----------------------- | -------------- | ------------------------------------ | ---------------- | -------------- | ---------- |
| «Yurcash»               | 1              | "Amar Pelos Dois" ("Любити за двох") | Salvador Sobral  | Врятовані      |            |
| Олена Зуєва             | 2              | "Я полюбила вас"                     | Земфіра          | Врятована      |            |
| Ганна Трубецька         | 3              | "Навіщо тобі я"                      | Григорій Лепс    | Номінація      |            |
| Микола Ільїн            | 4              | "Радувати"                           | Сосо Павліашвілі | Врятований     |            |
| Олена Романовська       | 5              | "Мій перший день без тебе"           | Ольга Кормухіна  | Вибула         |            |
| «KAZKA»                 | 6              | "Forever Young"                      | Alphaville       | Номінація      |            |
| Михайло Панчишин        | 7              | "Ворони"                             | Нерви            | Врятований     |            |
| «Підборами по бруківці» | 8              | "Острів"                             | Леонід Агутін    | Врятовані      |            |
| Дарія Ступак            | 9              | "Smooth Operator"                    | Sade             | Врятована      |            |
| Пісня за життя          | Пісня за життя | Пісня за життя                       | Пісня за життя   | Пісня за життя | Телепортал |
| Ганна Трубецька         | 1              | "Sweet People"                       | Alyosha          | Вибула         | 53%        |
| «KAZKA»                 | 2              | "Highway to Hell"                    | AC/DC            | Врятовані      | 47%        |

### П'ятий прямий ефір (9 грудня)
- Тема ефіру: Шансон
- Спільна пісня: "На дискотеку"
- Запрошений гість:  Поліграф ШарикOFF — «Харизма», «У мене є все».

|                         | Порядок        | Пісня                    | Оригінал              | Результат      |            |
| ----------------------- | -------------- | ------------------------ | --------------------- | -------------- | ---------- |
| Олена Зуєва             | 1              | "Баби-стерви"            | Ірина Аллегрова       | Врятована      |            |
| «KAZKA»                 | 2              | "Балада про Кохання"     | Володимир Висоцький   | Вибули         |            |
| Микола Ільїн            | 3              | "Я сумую за тобою"       | Сергій Трофімов       | Номінація      |            |
| «Підборами по бруківці» | 4              | "Танго Магнолія"         | Олександр Вертинський | Номінація      |            |
| Дарія Ступак            | 5              | "Завірюха"               | Григорій Лепс         | Врятована      |            |
| Михайло Панчишин        | 6              | "Дим сигарет з ментолом" | Ненсі                 | Врятований     |            |
| «Yurcash»               | 7              | "Український шансон"     | Yurcash               | Врятовані      |            |
| Пісня за життя          | Пісня за життя | Пісня за життя           | Пісня за життя        | Пісня за життя | Телепортал |
| Микола Ільїн            | 1              | "Ніч"                    | Михайло Шуфутинський  | Вибув          | 45%        |
| «Підборами по бруківці» | 2              | "Баян"                   | Підборами по бруківці | Врятовані      | 55%        |

### Шостий прямий ефір (16 грудня)
- Тема ефіру: Італійсько-іспансько-німецький вечір, завдання від суддів
- Спільна пісня: Важливо (Monatik)
- Запрошений гість:  Олег Винник — «Вовчиця», «Хто я», «Візьми мене в свій полон».

|                         | Порядок        | Пісня                             | Оригінал                         | Результат      |            |
| ----------------------- | -------------- | --------------------------------- | -------------------------------- | -------------- | ---------- |
| «Підборами по бруківці» | 1              | "Despacito" "(українська версія)" | Luis Fonsi                       | Вибули         |            |
| «Підборами по бруківці» | 2              | «Зірки континентів»               | "Слідами бременських музикантів" | Вибули         |            |
| Олена Зуєва             | 1              | "Колишній"                        | Оля Полякова                     | Номінація      |            |
| Олена Зуєва             | 2              | "La Isla Bonita"                  | Madonna                          | Номінація      |            |
| «Yurcash»               | 1              | "Oops!...I Did It Again"          | Britney Spears                   | Врятовані      |            |
| «Yurcash»               | 2              | "Mutter"                          | Rammstein                        | Врятовані      |            |
| Михайло Панчишин        | 1              | "Девченка-Девченочка"             | Женя Бєлоусов                    | Врятований     |            |
| Михайло Панчишин        | 2              | "Solo noi"                        | Тото Кутуньо                     | Врятований     |            |
| Дарія Ступак            | 1              | "День Народження"                 | Воплі Відоплясова                | Номінація      |            |
| Дарія Ступак            | 2              | "Hijo de la Luna"                 | Mecano                           | Номінація      |            |
| Пісня за життя          | Пісня за життя | Пісня за життя                    | Пісня за життя                   | Пісня за життя | Телепортал |
| Олена Зуєва             | 1              | "Нас б'ють, ми літаємо"           | Алла Пугачова                    | Вибула         | 48%        |
| Дарія Ступак            | 2              | "I Was Born To Love You"          | Queen                            | Врятована      | 52%        |

### Сьомий прямий ефір (23 грудня)
- Тема ефіру: Пісня з кастингу. Дует із зіркою. Остання ставка продюсерів
- Спільна пісня: Відсутня
- Запрошений гість: Відсутній

|                  | Порядок | Пісня                                                 | Оригінал      | Результат |
| ---------------- | ------- | ----------------------------------------------------- | ------------- | --------- |
| «Yurcash»        | 1       | "Капітан дирижабля"                                   | Yurcash       | Пройшли   |
| «Yurcash»        | 2       | "Sunny" (feat. Ліз Мітчелл)                           | Boney M.      | Пройшли   |
| «Yurcash»        | 3       | "Я йду"                                               | Yurcash       | Пройшли   |
| Дарія Ступак     | 1       | "What's Up?"                                          | 4 Non Blondes | Вибула    |
| Дарія Ступак     | 2       | "Thinking About it (Let It Go)" (feat. Nathan Goshen) | Nathan Goshen | Вибула    |
| Дарія Ступак     | 3       | "Антарктида"                                          | The Hardkiss  | Вибула    |
| Михайло Панчишин | 1       | "Кава мій друг"                                       | Нерви         | Минув     |
| Михайло Панчишин | 2       | "Крик" (feat. O. Torvald)                             | O. Torvald    | Минув     |
| Михайло Панчишин | 3       | "Балада про мальви"                                   | Софія Ротару  | Минув     |

#### Поза конкурсом
|               | Пісня         | Оригінал      |
| ------------- | ------------- | ------------- |
| O. Torvald    | "#Ракамакафо" | O. Torvald    |
| Nathan Goshen | "Home"        | Nathan Goshen |
| Liz Mitchell  | "Bahama Mama" | Boney M.      |
| Дарія Ступак  | "Falling"     | Alicia Keys   |

### Гала-концерт (30 грудня)
- Тема ефіру: Гала-концерт. Пісні з попередніх ефірів
- Спільна пісня: Відсутня
- Запрошений гість:  Melovin — «Play This Life»,  Mountain Breeze — «What's Wrong With That»

|                  | Порядок | Пісня               | Оригінал          | Результат     |
| ---------------- | ------- | ------------------- | ----------------- | ------------- |
| «Yurcash»        | 1       | "Горілка"           | Вєрка Сердючка    | Суперфіналіст |
| «Yurcash»        | 2       | "Stop Killing Love" | Yurcash           | Суперфіналіст |
| Михайло Панчишин | 1       | "Ворони"            | Нерви             | Переможець    |
| Михайло Панчишин | 2       | "Країна мрій"       | Воплі Відоплясова | Переможець    |

## Тематика раундів
| Ефір | Тема ефіру                                                                        |
| ---- | --------------------------------------------------------------------------------- |
| 1    | Радіо-хіти                                                                        |
| 2    | Пісні з мюзиклів                                                                  |
| 3    | Вечір української музики                                                          |
| 4    | Оркестровий вечір                                                                 |
| 5    | Шансон                                                                            |
| 6    | Італійсько-іспансько-німецький вечір Завдання від суддів                          |
| 7    | Пісня, яку учасник виконував на кастингу Дует із зіркою Остання ставка продюсерів |
| 8    | Гала-концерт. Пісні з попередніх ефірів                                           |

## Підсумки

### Загальні результати
| — | Учасники, що потрапили в номінацію на вибування |
| — | учасники, які вибули                            |

| Учасник                 | 1 тиждень                                  | 2 тиждень                                   | 3 тиждень                                  | 4 тиждень                                          | 5 тиждень                                   | 6 тиждень                                               | 7 тиждень                                                           | 8 тиждень                                                           |  |
| ----------------------- | ------------------------------------------ | ------------------------------------------- | ------------------------------------------ | -------------------------------------------------- | ------------------------------------------- | ------------------------------------------------------- | ------------------------------------------------------------------- | ------------------------------------------------------------------- |  |
| Михайло Панчишин        | "'Врятований"'                             | "'Врятований"'                              | "'Врятований"'                             | "'Врятований"'                                     | "'Врятований"'                              | "'Врятований"'                                          | "'Врятований"'                                                      | "'Переможець"'                                                      |  |
| «Yurcash»               | "'Врятовані"'                              | "'Врятовані"'                               | "'Врятовані"'                              | "'Врятовані"'                                      | "'Врятовані"'                               | "'Врятовані"'                                           | "'Врятовані"'                                                       | "'Друге місце"'                                                     |  |
| Дарія Ступак            | "'Врятована"'                              | "'Врятована"'                               | "'Врятована"'                              | "'Врятована"'                                      | "'Врятована"'                               | "'Номінація"'                                           | "'3-я"'                                                             | Вибула                                                              |  |
| Олена Зуєва             | "'Врятована"'                              | "'Врятована"'                               | "'Врятована"'                              | "'Врятована"'                                      | "'Врятована"'                               | "'Номінація"'                                           | Вибула (6 тиждень)                                                  | Вибула (6 тиждень)                                                  |  |
| «Підборами по бруківці» | "'Врятовані"'                              | "'Врятовані"'                               | "'Врятовані"'                              | "'Врятовані"'                                      | "'Номінація"'                               | "'5-е"'                                                 | Вибули (6 тиждень)                                                  | Вибули (6 тиждень)                                                  |  |
| Микола Ільїн            | "'Врятований"'                             | "'Врятований"'                              | "'Врятований"'                             | "'Врятований"'                                     | "'Номінація"'                               | Вибув (5 тиждень)                                       | Вибув (5 тиждень)                                                   | Вибув (5 тиждень)                                                   |  |
| «KAZKA»                 | "'Врятовані"'                              | "'Врятовані"'                               | "'Врятовані"'                              | "'Номінація"'                                      | "'7-е"'                                     | Вибули (5 тиждень)                                      | Вибули (5 тиждень)                                                  | Вибули (5 тиждень)                                                  |  |
| Ганна Трубецька         | "'Врятована"'                              | "'Врятована"'                               | "'Номінація"'                              | "'Номінація"'                                      | Вибула (4 тиждень)                          | Вибула (4 тиждень)                                      | Вибула (4 тиждень)                                                  | Вибула (4 тиждень)                                                  |  |
| Олена Романовська       | "'Врятована"'                              | "'10-я"'                                    | "'Врятована"'                              | "'9-e"'                                            | Вибула (4 тиждень)                          | Вибула (4 тиждень)                                      | Вибула (4 тиждень)                                                  | Вибула (4 тиждень)                                                  |  |
| Іван Варава             | "'Врятований"'                             | "'Врятований"'                              | "'Номінація"'                              | Вибув (3 тиждень)                                  | Вибув (3 тиждень)                           | Вибув (3 тиждень)                                       | Вибув (3 тиждень)                                                   | Вибув (3 тиждень)                                                   |  |
| Остап Скороход          | "'11-ї"'                                   | "'11-ї"'                                    | Вибув (2 тиждень)                          | Вибув (2 тиждень)                                  | Вибув (2 тиждень)                           | Вибув (2 тиждень)                                       | Вибув (2 тиждень)                                                   | Вибув (2 тиждень)                                                   |  |
| Ксенія Попова           | "'12-я"'                                   | Вибула (1 тиждень)                          | Вибула (1 тиждень)                         | Вибула (1 тиждень)                                 | Вибула (1 тиждень)                          | Вибула (1 тиждень)                                      | Вибула (1 тиждень)                                                  | Вибула (1 тиждень)                                                  |  |
|                         |                                            |                                             |                                            |                                                    |                                             |                                                         |                                                                     |                                                                     |  |
| Номінація               | Остап Скороход, Ксенія Попова              | Олена Романовська, Остап Скороход           | Варава Іван, Анна Трубецька                | Ганна Трубецька, «KAZKA»                           | Микола Ільїн, «Підборами по бруківці»       | Олена Зуєва Дарина Ступак                               | Виключення учасника здійснюється тільки по глядацькому голосуванню. | Виключення учасника здійснюється тільки по глядацькому голосуванню. |  |
| Судді голосували за:    | Порятунок                                  | Порятунок                                   | Порятунок                                  | Порятунок                                          | Порятунок                                   | Порятунок                                               | Виключення учасника здійснюється тільки по глядацькому голосуванню. | Виключення учасника здійснюється тільки по глядацькому голосуванню. |  |
| Вибір Шурова:           | Остап Скороход                             | Остап Скороход                              | Іван Варава                                | «KAZKA»                                            | «Підборами по бруківці»                     | Дар'я Ступак                                            | Виключення учасника здійснюється тільки по глядацькому голосуванню. | Виключення учасника здійснюється тільки по глядацькому голосуванню. |  |
| Вибір Винника:          | Остап Скороход                             | Олена Романовська                           | Ганна Трубецька                            | «KAZKA»                                            | Микола Ільїн                                | Олена Зуєва                                             | Виключення учасника здійснюється тільки по глядацькому голосуванню. | Виключення учасника здійснюється тільки по глядацькому голосуванню. |  |
| Вибір Данилко:          | Ксенія Попова                              | Остап Скороход                              | Ганна Трубецька                            | «KAZKA»                                            | «Підборами по бруківці»                     | Дар'я Ступак                                            | Виключення учасника здійснюється тільки по глядацькому голосуванню. | Виключення учасника здійснюється тільки по глядацькому голосуванню. |  |
| Вибір Каменських:       | Ксенія Попова                              | Олена Романовська                           | Ганна Трубецька                            | Ганна Трубецька                                    | «Підборами по бруківці»                     | Дар'я Ступак                                            | Виключення учасника здійснюється тільки по глядацькому голосуванню. | Виключення учасника здійснюється тільки по глядацькому голосуванню. |  |
| Виключення:             | "'Ксенія Попова"' 2 з 4 голосів глухий Кут | "'Остап Скороход"' 2 з 4 голосів глухий Кут | "'Іван Варава"' 1 з 4 голосів Рішення журі | "'Альона Романовська"' Найгірший в телеголосовании | "'«KAZKA»"' Найгірший в телеголосовании     | "'«Підборами по бруківці»"' Найгірший в телеголосовании | "'Дар'я Ступак"' Найменшу кількість голосів для перемоги            | "'«Yurcash»"' Найменшу кількість голосів для перемоги               |  |
| Виключення:             | "'Ксенія Попова"' 2 з 4 голосів глухий Кут | "'Остап Скороход"' 2 з 4 голосів глухий Кут | "'Іван Варава"' 1 з 4 голосів Рішення журі | "'Анна Трубецька"' 1 з 4 голосів Рішення журі      | "'Микола Ільїн"' 1 з 4 голосів Рішення журі | "'Олена Зуєва"' 1 з 4 голосів Рішення журі              | "'Дар'я Ступак"' Найменшу кількість голосів для перемоги            | "'«Yurcash»"' Найменшу кількість голосів для перемоги               |  |

### Команди
| – Переможець – Суперфіналіст – Фіналіст | – Вибування – Номінація |

Олег Винник
| Олена Зуєва        | Пройшла | Пройшла   | Пройшла | Пройшла | Пройшла | Вибула |  |  |  |  |
| Микола Ільїн       | Минув   | Минув     | Минув   | Минув   | Вибув   |        |  |  |  |  |
| Альона Романовська | Пройшла | Номінація | Пройшла | Вибула  |         |        |  |  |  |  |

Настя Каменських
| Дарина Ступак   | Пройшла | Пройшла | Пройшла   | Пройшла | Пройшла | Номінація | Третє місце |  |  |  |
| Ганна Трубецька | Пройшла | Пройшла | Номінація | Вибула  |         |           |             |  |  |  |
| Ксенія Попова   | Вибула  |         |           |         |         |           |             |  |  |  |

Дмитро Шуров
| Учасник          | Шоу 1     | Шоу 2 | Шоу 3 | Шоу 4 | Шоу 5 | Шоу 6 | Шоу 7 | Шоу 8      |
| ---------------- | --------- | ----- | ----- | ----- | ----- | ----- | ----- | ---------- |
| Панчишин Михайло | Минув     | Минув | Минув | Минув | Минув | Минув | Минув | Переможець |
| Варава Іван      | Минув     | Минув | Вибув |       |       |       |       |            |
| Остап Скороход   | Номінація | Вибув |       |       |       |       |       |            |

Андрій Данилко
| Учасник               | Шоу 1   | Шоу 2   | Шоу 3   | Шоу 4     | Шоу 5     | Шоу 6   | Шоу 7   | Шоу 8       |
| --------------------- | ------- | ------- | ------- | --------- | --------- | ------- | ------- | ----------- |
| Yurcash               | Пройшли | Пройшли | Пройшли | Пройшли   | Пройшли   | Пройшли | Пройшли | Друге місце |
| Підборами по бруківці | Пройшли | Пройшли | Пройшли | Пройшли   | Номінація | Вибули  |         |             |
| KAZKA                 | Пройшли | Пройшли | Пройшли | Номінація | Вибули    |         |         |             |